# Aldo Cavalli
Aldo Cavalli (Maggianico di Lecco, 18 oktober 1946) is een Italiaans geestelijke en aartsbisschop van de Rooms-Katholieke Kerk, werkzaam voor de Romeinse Curie.
Cavalli werd op 18 maart 1971 priester gewijd voor het bisdom Bergamo. Hij doceerde vervolgens enkele jaren literatuur aan een kleinseminarie terwijl hij tezelfdertijd politieke en sociale wetenschappen studeerde. In 1975 ving hij zijn studies aan aan de Pauselijke Ecclesiastische Academie, de diplomatenopleiding van de Heilige Stoel. Hij studeerde er canoniek recht en theologie en promoveerde er in de politieke wetenschap.
Cavalli trad daarna in diplomatieke dienst van de Heilige Stoel, waarna hij achtereenvolgens werkte in Burundi, Angola en Sao Tomé en Principe, Chili, Colombia en in Libië en Malta.
Cavalli werd in 1996 door de heilige paus Johannes Paulus II benoemd tot titulair aartsbisschop van Vibo Valentia. Hij ontving zijn bisschopswijding uit handen van kardinaal-staatssecretaris Angelo Sodano.
Op 21 maart 2015 benoemde paus Franciscus Cavalli tot nuntius in Nederland. In die hoedanigheid volgde hij mgr. André Dupuy op, die met emeritaat ging.
Cavalli werd op 27 november 2021 benoemd als apostolisch visitator voor het bisdom Mostar–Duvno (Bosnië en Herzegovina).